# Ursicin de Ravenne
Ursicin (latin Ursicinus) est un saint de l'Église catholique romaine et était évêque de Ravenne de 533 à 536. Sa journée commémorative est le 5 septembre.
Le prédécesseur d'Ursicin était l'évêque Ecclesius de Ravenne (it) (522-532). Peut-être Ursicin ne le suivait pas directement (Sede Vacante). Ursicin était le mandans (commanditaire juridique) pour la basilique Saint-Apollinaire in Classe. Ceci est prouvé par une inscription dans le narthex de cette église, transmise par l'historien Agnellus de Ravenne au IXe siècle :

« B. Apolenaris Sacerdotis Basilica mandante Ursicino Episcopo a fundamentis Iulianus Argentarius aedificavit ornavit atque dedicavit consecrante Maximiano Episcopo. »

—(de) « Ursicin de Ravenne », dans Biographisch-Bibliographisches Kirchenlexikon (BBKL) (lire en ligne)
Sa tombe se trouve à la basilique Saint-Vital, dans la chapelle de Nazaire et Celse.

## Représentation à Saint-Apollinaire in Classe
Il est représenté dans l'abside en compagnie des évêques Sévère, Ursus et Ecclesius. Au-dessus des évêques, qui sont tous représentés sans nimbe, des diadèmes sont suspendus entre des vela (rideaux). Ursicin porte une alba (dalmatique blanche), une planeta et un pallium, un ornement liturgique porté que par les papes et les archevêques. Comme chaussures il porte des calcei spéciaux, portés que par les dignitaires. Dans sa main gauche il porte la sainte écriture, représentée sous la forme d'un codex richement orné de pierres précieuses. Comme il était de coutume durant l'Antiquité et en référence aux rituels impériaux, il ne touche pas l'objet sacral avec la main nue mais la couvre avec sa planeta. Les représentations datent du VIe siècle. Il a été proposé de reconnaître dans les figurations d'Ecclesius et d'Ursicin de véritables portraits.